# Тантон, Деван
Деван Остин Тантон Педраса (исп. Devan Austin Tanton Pedraza; род. 3 января 2004, Сан-Антонио) — колумбийский футболист, защитник клуба «Фулхэм».

## Клубная карьера
Тантон — воспитанник американской футбольной академии «Элит Академи», а также клубов испанского «Корнелья» и английского «Фулхэм». В 2022 году игрок на правах аренды выступал за «Уолтон энд Хершоу». В 2023 году Тантон вернулся в «Фулхэм». 1 ноября в поединке Кубка английской лиги против «Ипсвич Таун» Деван дебютировал за основной состав. 

## Международная карьера
В 2023 году в составе молодёжной сборной Колумбии Тантон принял участие в молодёжном чемпионате мира в Аргентине. На турнире он сыграл в матчах против сборных Японии, Сенегала и Италии.
11 декабря 2023 года в товарищеском матче против сборной Венесуэлы Тантон дебютировал за сборную Колумбии. 